# Округ Харпер (Оклахома)
Округ Харпер (енгл. Harper County) је округ у америчкој савезној држави Оклахома.

## Демографија
По попису из 2010. године број становника је 3.685, што је 123 (3,5%) становника више него 2000. године.
| Група             | 2000.         | 2010.         |
| Белци             | 3.310 (92,9%) | 2.957 (80,2%) |
| Афроамериканци    | 1 (0,0%)      | 3 (0,1%)      |
| Азијати           | 3 (0,1%)      | 6 (0,2%)      |
| Хиспаноамериканци | 201 (5,6%)    | 645 (17,5%)   |
| Укупно            | 3.562         | 3.685         |